# Mary Readová
Mary Readová (nepřechýleně Read;1685 Londýn – 28. dubna 1721 Port Royal) byla anglická pirátka, vedle Anne Bonny nejslavnější ženská představitelka této profese.

## Život
Její otec byl lodní kapitán, který zahynul na moři. Tím se její matka ocitla v prekérní situaci, neboť její syn zemřel ve věku jednoho roku a podle tehdejších zákonů dědicem majetku po zesnulém otci mohl být jen muž. Matka tak malou Mary začala oblékat do chlapeckých šatů, aby o dědictví nepřišla. Jako chlapec Mary žila do třinácti let, pod jménem Jack. Živila se jako poslíček. Ve třinácti byla Mary poslána do dívčí školy. Jenže přísný režim a zřejmě i tehdejší nároky na dívky, které dosud neznala, jí nevyhovovaly a ze školy utekla. Znovu se začala převlékat za chlapce a vstoupila do armády. Zde se ovšem zamilovala do jiného vojáka, prozradila mu, že je žena a oba pak odešli z armády a otevřeli si hospodu. Její druh ovšem krátce na to zemřel po rvačce s hostem. Mary se pak vrátila znovu k mužskému převleku a nechala se najmout na nizozemskou loď plující do Karibiku. Loď byla přepadena a ovládnuta piráty kapitána Jacka Rackhama. Mary se k Rackhamovým pirátům nakonec přidala. Na jeho lodi se pak zamilovala do muže, z něhož se ale nakonec vyklubala žena – Anne Bonny, která byla rovněž v mužském převleku. Velmi se pak sblížily. Rackhamovu loď zajalo roku 1721 britské námořnictvo. Všechny piráty ještě na lodi oběsilo, krom Mary a Anne. Ty se zachránily lží, že jsou těhotné. Britské zákony popravu těhotné ženy nedovolovaly. Obě pirátky tak byly převezeny do vězení na Jamajce. Anne z něj brzy vykoupil její bohatý otec, Mary zde však nedlouho po uvěznění zemřela, a to ve věku 35 let.